# Säkkisenlatvasuo - Jännesuo - Lamminsuo ja Peuravaara
Säkkisenlatvasuo - Jännesuo - Lamminsuo ja Peuravaara este o arie protejată (arie specială de conservare — SAC, sit de importanță comunitară — SCI) din Finlanda întinsă pe o suprafață de 687 ha, integral pe uscat.

## Localizare
Centrul sitului Säkkisenlatvasuo - Jännesuo - Lamminsuo ja Peuravaara este situat la coordonatele 64°39′16″N 28°10′38″E / 64.6544°N 28.1772°E.

## Înființare
Situl Säkkisenlatvasuo - Jännesuo - Lamminsuo ja Peuravaara a fost declarat sit de importanță comunitară în august 1998 pentru a proteja 1 specie de plante. Situl a fost protejat și ca arie specială de conservare în aprilie 2015.

## Biodiversitate
Situată în ecoregiunea boreală, aria protejată conține 11 habitate naturale: Lacuri și iazuri distrofice naturale, Cursuri de apă de la nivel de câmpie la nivel montan, cu vegetație Ranunculion fluitantis și Callitricho-Batrachion, Mlaștini turboase de tranziție și turbării mișcătoare, Izvoare fino-scandinave și mlaștini produse de izvoare bogate în minerale, Mlaștini alcaline, Turbării Aapa, Pante stâncoase silicioase cu vegetație casmofită, Taiga vestică, Păduri fino-scandinave bogate în ierburi cu Picea abies, Păduri caducifoliate de mlaștină fino-scandinave, Mlaștini împădurite.
La baza desemnării sitului se află o specie protejată de  plante: ochii-șoricelului (Saxifraga hirculus).
Pe lângă speciile protejate, pe teritoriul sitului au mai fost identificate 4 specii de plante, 4 specii de păsări, 6 specii de pești.